# Tarján (Hungria)
Tarján é um município da Hungria, situado no condado de Komárom-Esztergom. Tem 43,07 km² de área e sua população em 2015 foi estimada em 2.565 habitantes.